# Žalm 78
Žalm 78 („Lide můj, naslouchej učení mému“) je biblický žalm. V překladech, které číslují podle Septuaginty, se jedná o 77. žalm. Žalm je nadepsán těmito slovy: „Poučující. Pro Asafa.“ Podle některých vykladačů toto nadepsání znamená, že žalm byl určen pro poučení a měli jej zpívat v Chrámu k tomu určení zpěváci z Asafova rodu. V Talmudu je však uvedeno, že každý žalm, ve kterém je v nadepsání uveden hebrejský výraz maskil (מַשְׂכִּיל, „poučující“), byl přednášen prostřednictvím meturgemana (tlumočníka).